# Planta de procesamiento y minería de Poltava
Planta de procesamiento y minería de Poltava (en ucraniano: Полтавський гірничо-збагачувальний комбінат Poltava Girnicho-Zbagachuvalny Kombinat ) también conocida como Poltava GOC, es una planta de extracción y procesamiento (GOK) en Ucrania, cerca de la ciudad de Horishni Plavni en el Óblast de Poltava. Fundado en 1970, en tiempos de la URSS, sigue funcionando produciendo fábrica de gránulos de mineral de hierro utilizados en la siderurgia y la producción de acero.

## Historia

### 1970-1991
La primera etapa de la planta de extracción y procesamiento de Dnieper con una capacidad de 15 millones de toneladas de mineral de hierro en bruto y 7,35 millones de toneladas de concentrado de mineral de hierro por año se puso en funcionamiento en diciembre de 1970 en la República Socialista Soviética de Ucrania. Empezó como un Kombinat. 
Las materias primas para el GOK fueron cuarcitas ferruginosas del yacimiento Gorishne-Plavninskoye en la anomalía magnética de Kremenchug. El enriquecimiento del mineral era realizado por el método de separación magnética húmeda.
La planta incluía una cantera, una planta de procesamiento y una planta productora de gránulos de mineral de hierro. En 1981, la planta recibió un nuevo nombre: "Planta de procesamiento y extracción de Poltava".
En 1983, Poltava GOK produjo 32,9 millones de toneladas de mineral de hierro en bruto, en concentrado con un contenido de hierro del 65%.

### Después de 1991
El 10 de agosto de 1993, el Gabinete de Ministros de Ucrania (aún parte de la URSS) incluyó los locales industriales y los almacenes de la planta en la lista de objetos que deben proteger las unidades del servicio de seguridad estatal del Ministerio del Interior de Ucrania.
Tras el intento de golpe de Estado en la Unión Soviética, el 24 de agosto de 1991, el parlamento ucraniano aprobó el Acta de Declaración de Independencia de Ucrania.
En mayo de 1995, el Gabinete de Ministros de Ucrania incluyó la planta en la lista de empresas sujetas a privatización durante 1995.
En 1996 el karbóvanets, moneda de la Ucrania Soviética, se había devaluado varias veces, se sustituyó por la grivna con una tasa de cambio de 100.000 UAK = UAH.
En agosto de 1997, la planta se incluyó en la lista de empresas de importancia estratégica para la economía y la seguridad de Ucrania.
En julio de 1998, el Gabinete de Ministros de Ucrania decidió dejar la participación mayoritaria (25% + 1 participación) de la empresa en propiedad estatal y permitir la privatización de la planta.
En 2000, el Gobierno de Poltava GOK produjo 5,8 millones de toneladas de gránulos (un 30 % más que en 1999), lo que representó el 47% de la producción total de gránulos en Ucrania y terminó 2000 con una ganancia de 63,3 millones de grivnas. El 3 de mayo de 2001, la empresa estatal «Polimetales ucranianos» (Украинские полиметаллы), con el permiso del Gabinete de Ministros de Ucrania, vendió a PFTS (Bolsa de valores llamada Primer Sistema de Negociación de Acciones) la participación estatal en la planta, que estaba bajo el control de la empresa, por 18.837 millones de grivnas.
En junio de 2001, la compañía intermedia ООО (Onllement Capital LLC) gastó 79.932 millones de grivnas para comprar el último 6.59% de la empresa que seguía bajo control estatal. Después de esto, el GOC Poltava pasó a estar bajo el control del grupo Финансы и кредит (Finanzas y Crédito) de Konstantin y Oleg Zhevago.
En 2004, la planta produjo 7.367 mil toneladas de gránulos (345,5 mil toneladas más que en 2003). En diciembre de 2004, el Comité Antimonopolio de Ucrania permitió que la empresa suiza Ferrexpo AG concentrara más del 50 % de las acciones de Poltava GOK en su propiedad; a fines de 2005, Ferrexpo AG poseía más del 60 % de las acciones de la planta.
El 1 de agosto de 2006, el Comité de Índices del PFTS (Bolsa de valores llamada Primer Sistema de Negociación de Acciones) agregó a la "canasta de índices" las acciones de la ОАО (Sociedad Accionarial Abierta) de "Poltava GOK".
En 2006, la planta produjo 8,55 millones de toneladas de gránulos y finalizó 2006 con una ganancia neta de 141,629 millones de grivnas.
En agosto de 2007, los departamentos de carreteras y reparación y construcción se retiraron de la planta, que se transformó en dos empresas independientes, en forma de sociedades de responsabilidad limitada.

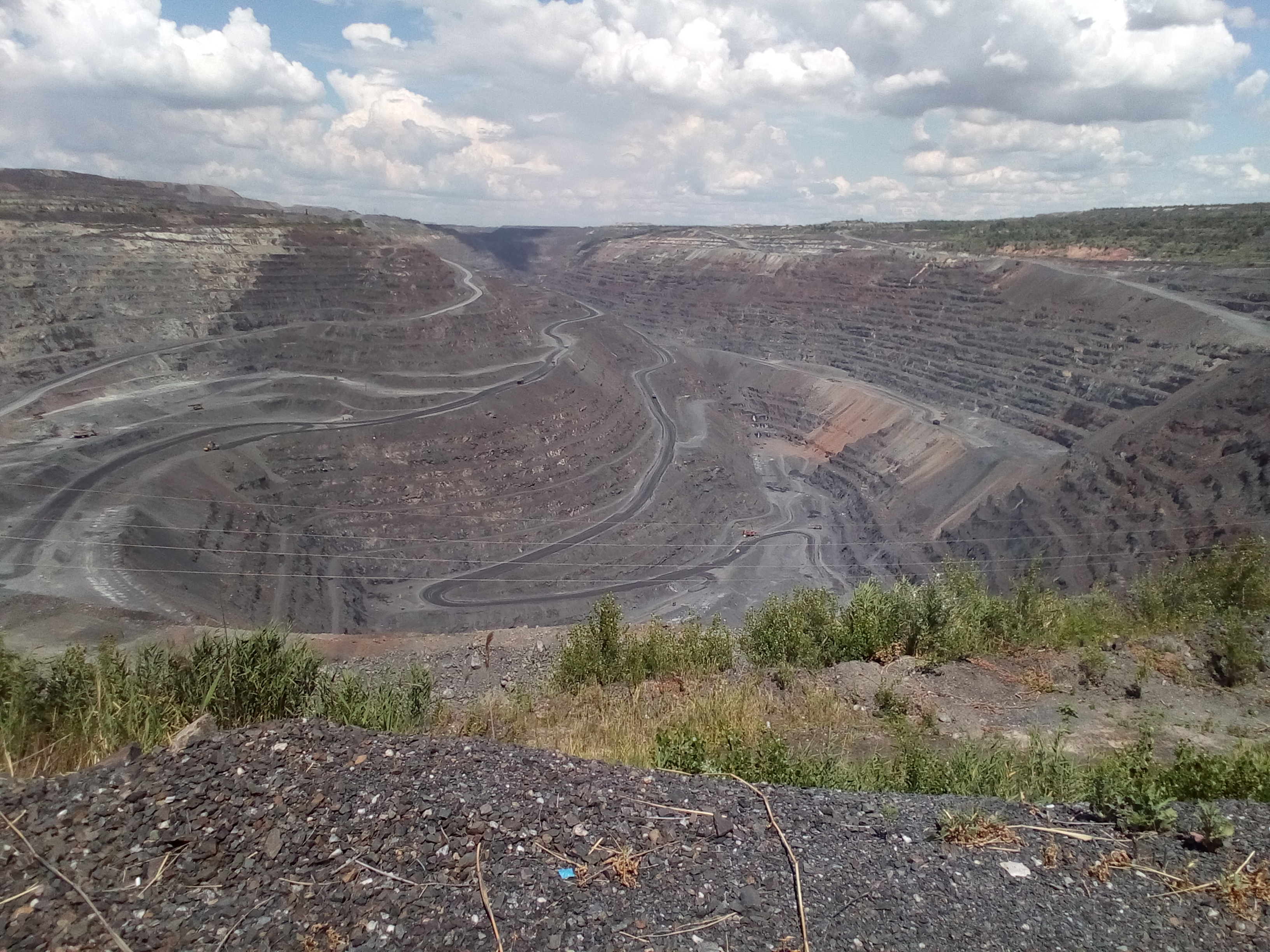
Cantera de la planta de procesamiento y minería de Poltava

En octubre de 2007, el capital autorizado del ПАО (Sociedad Accionarial Pública) "PGOK" era de 1 149 380 000 grivnas. En octubre de 2007, la planta recibió todos los permisos necesarios para comenzar a explotar el yacimiento de mineral de hierro Yeristovskoye. En el verano de 2007, Konstantin Zhevago recaudó los 100 millones de dólares necesarios para la construcción de una nueva cantera colocando el 25% de las acciones de Ferrexpo Plc en la Bolsa de Valores de Londres.
En 2007, la planta produjo 9.072 millones de toneladas de gránulos.
La crisis económica iniciada en 2008 complicó la situación de la empresa. Por eso, en el cuarto trimestre de 2008 se tomó la decisión de reducir los volúmenes de producción.
En 2009, la planta aumentó la producción a 10.564 millones de toneladas de gránulos.
Por esos tiempos, Poltava GOC convirtió en cliente y proveedor de un sitio para pruebas operativas para nuevos modelos de vehículos de la Fábrica de automóviles de Kremenchug (incluidos los especializados). En 2010, se entregaron 8 camiones KrAZ a la planta. En 2010, la planta produjo 10.081 millones de toneladas de gránulos y finalizó 2010 con una ganancia neta de 737,8 millones de grivnas.
En la primera mitad de 2011, la planta recibió otro KrAZ-65055 especializado. En 2011, la planta produjo 9,834 millones de toneladas de gránulos y finalizó 2011 con una ganancia neta de 2 mil 237,69 millones de grivnas.
En la primera mitad de 2012, AvtoKrAZ suministró a la planta 10 camiones KrAZ y un lote de bolas de molino de 120 mm utilizadas para moler el mineral en la producción de gránulos. La planta terminó 2012 con una ganancia neta de 431,595 millones de grivnas.
La planta terminó 2013 con una ganancia neta de 378,565 millones de grivnas.
La planta terminó 2014 con una pérdida de 1,734 mil millones de grivnas.
En 2018, el beneficio neto aumentó un 20 % en comparación con el año anterior y ascendió a 5100 millones de grivnas.
En 2019, Ferrexpo AG concentró el 100 % de las acciones de Poltava GOK debido a la compra de acciones a accionistas minoritarios (anteriormente, Ferrexpo poseía el 99,1 % de las acciones de Poltava GOK). Ferrexpo planeó invertir alrededor de $35 millones en el Programa de Expansión de la Concentradora 1 ("CEP1") para aumentar la producción de gránulos en un 13% a 12 millones de toneladas por año para 2021.
En 2020, se inauguró un nuevo complejo tecnológico para la producción de productos terminados: la "Sección No. 9" de la planta de procesamiento. La implementación del proyecto aumentará la capacidad de la empresa hasta 15 millones de toneladas de concentrado por año.
En 2023, la planta de Poltava Girnicho-Zbagachuvalny entró merecidamente entre las 200 empresas principales por ingresos para 2022, lo que indica su exitosa actividad y su importante contribución a la economía mundial.

## Estado actual
Poltava GOK tiene un ciclo tecnológico completo, desde la extracción de mineral en bruto hasta la producción de gránulos de mineral de hierro, materias primas preparadas para plantas metalúrgicas.
El procesamiento de minerales, la producción de concentrados y gránulos se lleva a cabo en el complejo de procesamiento, que consta de una planta de trituración y procesamiento y un taller de producción de gránulos.
La base de materia prima de la planta son dos depósitos de la anomalía magnética Kremenchug (yacimientos de Gorishne-Plavninskoye y Lavrikovskoye), explotados por una cantera de la mina Dneprovsky .
De momento, la mina administrada por Poltava GOC esta lejos de la línea del frente en la guerra ruso-ucraniano.

## Productos
- Gránulos (también llamados pellets) de mineral de hierro sin fundir
- Piedra triturada de rocas huésped y desechos de enriquecimiento magnético seco de cuarcitas ferruginosas
- Productos de hierro fundido
- Productos de acero fundido
- Bloques de piedra de granito
- Bujes (втулки)
- Fundiciones especiales de hierro fundido
- Fundición de acero
- Tubos resistentes a la corrosión (acero inoxidable)

## Volúmenes de producción
2018:
- mineral de hierro - 27083 mil. T
- concentrado - 12,750 mil. T
- gránulos de mineral propio - 10506 mil. T
- gránulos del concentrado obtenido - 101 mil. T
- producción total de gránulos- 10607 mil toneladas T

2019:
- Mineral de hierro - 32520 mil. T
- Concentrado - 13100 mil. T
- Gránulos de mineral propio - 10.510 mil. T
- Producción total de gránulos- 10510 mil. T

2020:
- Mineral de hierro - 29723 mil. T
- Concentrado - 14,007 mil. T
- Gránulos de mineral propio - 11.218 mil. T
- Producción total de gránulos - 11218 mil toneladas T

## Servicios
- Transporte
- Reparación y construcción
- Suministro de energía térmica para consumidores industriales
- Transmisión a través de sus redes de electricidad a sub-abonados (pequeños consumidores industriales)

## Industrias
- Geología y exploración del subsuelo, servicios geodésicos e hidrometeorológicos
- Ingeniería mecánica y metalúrgica
- Metalurgia ferrosa